# Cukrzyca (cukrownictwo)
Cukrzyca – w cukrownictwie płyn technologiczny będący stężonym roztworem cukru w wodzie, bądź mieszaniną nasyconego roztworu cukru w wodzie (tzw. syropu międzykryształowego) oraz kryształów cukru. Powstaje w trakcie zagęszczania i krystalizacji soku gęstego.  
Proces zagęszczania soku cukrowego, odbywa się w stacji wyparek w których poprzez odparowanie zagęszcza się sok rzadki aż do otrzymania soku gęstego. W celu zapobieżenia rozkładowi termicznemu cukru w kolejnych wyparkach proces odparowywania wody odbywa się z coraz mniejszym ciśnieniem i temperaturą. Sok gęsty po filtracji trafia do warników, na tym etapie produkcji przetwarzany produkt zwany jest cukrzycą. Warniki pracują w cyklu składającym się z etapów: 
- przygotowanie warnika, podgrzewanie w celu rozpuszczenia pozostałości po poprzednim cyklu,
- napełnianie i dalsze zagęszczanie produktu (soku/cukrzycy), aż do uzyskania stanu przesycenia, filtrowanie,
- zawiązanie kryształów poprzez dodanie mączki cukrowej zawierającej zarodki cukru o wielkości 0,3–0,4 mm,
- narastanie kryształów, dalsze odparowywanie wody,
- podgęszczanie wywaru aż do uzyskania zagęszczenia 92,5÷93,0 Bx,
- opróżnianie warnika.

Cukrzyca z warnika trafia do wirówek gdzie kryształy cukru zostają oddzielone od cukrzycy. Cukrzyca po filtrowaniu trafia do kolejnego zestawu wyparek. Proces powtarza się 3 razy. W kolejnych cyklach technologicznych cukrzyca jest oznaczana jako cukrzyca I, cukrzyca II i cukrzyca III. Cukier biały dostępny w handlu jako cukier spożywczy powstaje z cukrzycy I. Z kolejnych krystalizacji otrzymuje się cukier drugiego i trzeciego rzutu, który jest sprzedawany lub dodawany do soku. Odciek z wirowania cukrzycy III, zwany melasem jest produktem ubocznym cukrownictwa.
Do początku XX w. cukrzycę krystalizowano w pojemnikach zwanych rafinadkami otrzymując głowy cukrowe.